# Принц

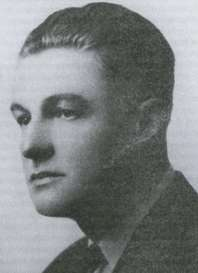
Данило Скоропадський спадкоємець (гетьманич) гетьмана Павла Скоропадського

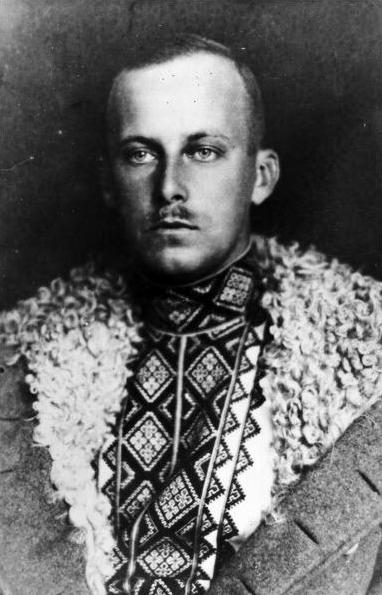
Василь Вишиваний (Вільгельм фон Габсбург-Лотрінген) ерцгерцог, прозваний «Червоним принцом».

При́нц — правитель, монарх, їхній син або член їхньої родини. Шляхетний спадковий титул у деяких європейських країнах. Відповідник жіночого роду — принцеса.

## Етимологія
Назва походить від латинського слова princeps (голова), складеного зі слів primus (перший) та capio (захоплювати). До української слово принц потрапило з німецької (Prinz). В англійській, французькій та італійській мовах «принцами» називають князів або правителів загалом; в інших мовах ними позначають наступників трону або синів монарха.

## Опис
Принцом може бути:
1. Прямий спадкоємець монаршого престолу. Кронпринц.
2. Син і спадкоємець монарха:
Княжич — син князя.
Королевич — син короля.
Курпринц — син курфюрста.
Царевич — син царя.
Цісаревич — син цісаря.
Султанич — син султана.
Гетьманич  — син гетьмана
3. Член монаршої родини і спадкоємець монарха, але більш далекий за порядком престолонаслідування.
4. Чоловік жінки-монарха (принц-консортом).

Правителі окремих областей або країн (як то Монако, Уельс) також можуть носити титул принца.